# Effon-Alaiye
Efon-Alaaye este un oraș din Nigeria.